# 维吉·图库尔
维吉·图库尔（Widji Thukul，1963年8月26日—失蹤）是一位印度尼西亚诗人、活动家。他的作品有较强的政治倾向，他也经常批判印尼政府以及国家的社会状况。
图库尔上过初中，后在1982年因家庭经济问题而终止了学业。他后来曾当过卖报人、票贩子，以及家具加工工人。1988年，图库尔与迪亚·苏吉拉（Dyah Sujirah）结婚。二人育有两个孩子，还一起创建了一个叫“Sanggar Suka Banjir”（频繁水浸工作室）的艺术团体。1995年，在一次工人示威活动上，他的一只眼被步枪枪托砸伤，视力遭受永久损伤。
图库尔最后一次与妻子联系是在1998年2月。当年4月，有人曾在丹格朗的一次示威活动上看到过他，但此後他就消失不见。当时政府军在黑色五月暴动期间绑架了很多反政府抗议者，有人怀疑图库尔就是受害者之一。2014年，安迪·阿里夫（Andi Arief）声称图库尔依旧健在，只是被普拉博沃·蘇比安托及其军队同党绑架了。2023年，图库尔的妻子迪亚·苏吉拉去世。